# 弗朗茨·奧韋爾貝克

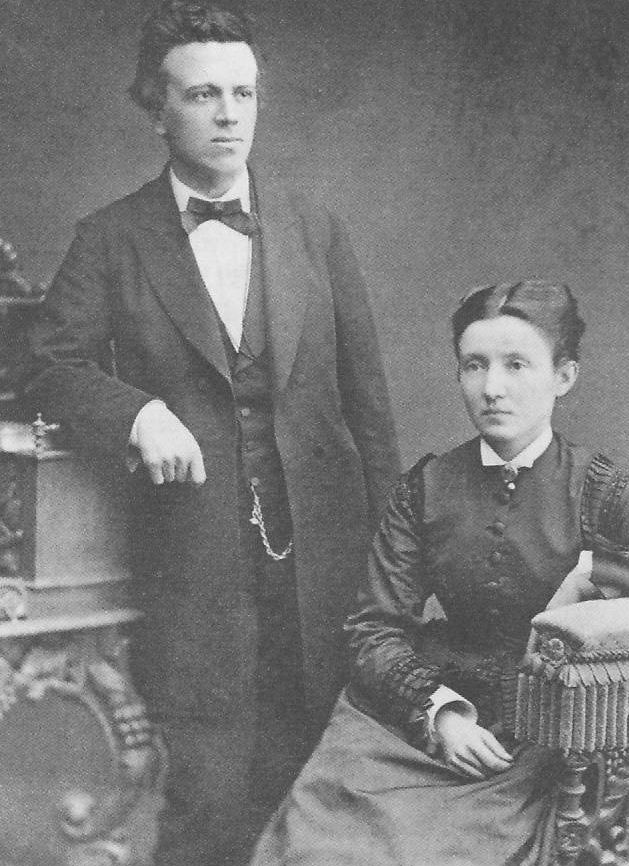
弗朗茨·奧韋爾貝克

弗朗茨·卡米耶·奧韋爾貝克（德語：Franz Camille Overbeck，1837年11月16日—1905年6月26日），德國教會史學家、詮釋學神學家、瑞士巴塞爾大學教授──他也是思想家尼采在該所大學中的同事及朋友。
奧韋爾貝克出生於俄羅斯帝國聖彼得堡，1856年至1864年期間奧韋爾貝克前後在德國萊比錫大學、哥廷根大學、柏林大學跟耶拿大學學習神學，最後獲得哲學博士學位。1870年受聘為瑞士巴塞爾大學的《新約》與教會史教授，他也是在那裡與尼采初次相遇的，之後他們就住在一起。
在他最主要的著作：《基督教如何能夠成為今天人們的神學》（Über die Christlichkeit unserer heutigen Theologie）出版於1873年。